# Vichel-Nanteuil
Vichel-Nanteuil ist eine französische Gemeinde mit 93 Einwohnern (Stand: 1. Januar 2022) im Département Aisne in der Region Hauts-de-France (frühere Region: Picardie). Sie gehört zum Arrondissement Château-Thierry und zum Kanton Villers-Cotterêts.

## Geographie
Die Gemeinde Vichel-Nanteuil liegt rund 24 Kilometer nordnordwestlich von Château-Thierry im Tal des Ourcq an dessen orographisch linkem Ufer. Die Gemeinde besteht aus den zwei namengebenden Ortsteilen sowie Béancourt. Nachbargemeinden von Vichel-Nanteuil sind Torcy-en-Valois im Norden, Montgru-Saint-Hilaire im Osten, Latilly im Süden und Neuilly-Saint-Front im Westen. Durch die Gemeinde verläuft die Bahnstrecke von La Ferté-Milon nach Bazoches-et-Saint-Thibaut, die dort auf die Strecke von Soissons nach Reims trifft, mit einem Haltepunkt (Gare de Neuilly-Saint-Front).

## Bevölkerungsentwicklung
| Jahr                       | 1962 | 1968 | 1975 | 1982 | 1990 | 1999 | 2016 | 2016 | 2022 |
| Einwohner                  | 133  | 122  | 96   | 67   | 88   | 86   | 93   | 89   | 93   |
| Quellen: Cassini und INSEE |      |      |      |      |      |      |      |      |      |

## Sehenswürdigkeiten
- Grotte du Bouillon, Grabstätte aus dem Neolithikum, 1981 als Monument historique klassifiziert (Base Mérimée PA00115973)
- auf das 13. Jahrhundert zurückgehende Kirche Saint-Crépin-et-Saint-Crépinien im Ortsteil Vichel, 1892 als Monument historique klassifiziert (Base Mérimée PA00115972)
- Kirche Saint-Quentin im Ortsteil Nanteuil